# サンエー具志川メインシティ
サンエー具志川メインシティ（サンエーぐしかわメインシティ）は、沖縄県うるま市江洲にあるサンエーが運営する総合スーパー（GMS）である。
コンセプトは「いい想いは、いい明日をつくる。」。
略称は「メイン」・「グシティー」。

## 概要
所在地はうるま市と沖縄市の市境付近であり、沖縄市美里から中城湾港エリアに繋がる沖縄環状線沿いに位置する。
開業以前はサンエーでは最大規模であった「豊見城ウイングシティ」を上回る最大規模の店舗として開店した。また、同社オリジナルの飲食店である「かつ乃屋」（とんかつ）、「すずらん」（ラーメン）、「どん家」（どんぶり）のほか、フランチャイズ店舗の「ピッツェリア マリノ」を新たに出店し、飲食店の専門化を進めた。開業時の店舗面積は17,000㎡（延床面積42,956㎡）、駐車場の収容台数は1,300台であった。
開業の翌年に、具志川市（現・うるま市）前原に「ジャスコ具志川店（現・イオン具志川ショッピングセンター）」が開業した。事実上これに対抗するかたちで、2004年10月に本館西側部分を大幅に増床した。店舗面積は18,400㎡（延床面積60,903㎡）に約4割拡大し、収容台数も1,800台に増強した。新たにテナントを10店舗拡充、増床部分に移動した電器館は売場面積を2倍に拡大した。

## 沿革
- 1998（平成10）年9月2日 - 着工[1]。
- 1999（平成11）年10月1日 - 「具志川メインシティ」開業。
- 2001（平成13）年12月1日 - 営業時間を深夜12時まで延長（一部テナントを除く）。
- 2004（平成16）年10月9日 - 建物を増築し新装開店。電器館やテナントの売場を拡大した[2]。
- 2014（平成26）年10月24日 - サンエー直営の「無印良品」がオープン。新規フランチャイズ店舗の「ピザハットExpress」の同社１号店も同時オープン[4]。
- 2020（令和2）年4月21日 - 営業時間を午後10時閉店に変更。なお、食品館は午後11時閉店。
- 2022（令和3）年7月1日 - 2階の衣料館を縮小し、同社がフランチャイズ展開する東急ハンズの小型店「ハンズ ビー」をオープン[5]。
- 2024（令和6）年7月 - 店舗大規模なリニューアルを開始し、翌年4月に新テナント7店舗のオープンとともに改装を完了[6]。

## フロア構成
詳しくは公式サイトを参照

### 1階 - 食品と専門店のフロア

#### サンエー直営店
- エディオン[注 4]
- 大阪王将
- かつ乃屋
- どん家
- ピッツェリア マリノ
- ま～さんや
- ミニジョイフル

#### 主なテナント
- ヴィレッジヴァンガード
- ABCマート
- オンデーズ
- コムサイズム
- スターバックスコーヒー
- 田園書房
- 築地銀だこ
- ひがドラッグ
- マクドナルド
- ミスタードーナツ

### 2階 - ファッションと電器館のフロア

#### サンエー直営店
- エクセルワールド
- エディオン
- 珈琲待夢
- チュチュアンナ
- ハンズビー
- 無印良品

## アクセス

### 路線バス
- 21番・新都心具志川線（琉球バス交通）
- 23番・具志川線（琉球バス交通）
- 27番・屋慶名線（琉球バス交通・沖縄バス）
- 52番・与勝線（沖縄バス）
- 61番・前原線（沖縄バス）
- 77番・名護東線（沖縄バス）
- 80番・与那城線（沖縄バス）
- 110番・長田具志川線（琉球バス交通）
- 112番・国体道路線（琉球バス交通）
- 113番・具志川空港線（琉球バス交通）
- 123番・石川空港線（琉球バス交通）
- 127番・屋慶名線（沖縄バス）
- 223番・具志川おもろまち線（琉球バス交通）
- 227番・屋慶名おもろまち線（琉球バス交通・沖縄バス）

江洲バス停下車、徒歩約5分。
- 30番・泡瀬東線（東陽バス）

第一江洲バス停下車、徒歩約1分。

### 注
1. ↑  那覇市にある那覇メインプレイスの略称も「メイン」である
2. ↑  なお、同施設の開業に伴い、近隣店舗の「具志川店（うるま市高江洲）」は「赤道ショッピングタウン」に改称し新装開店した。
3. ↑  増築部分は、1階の食品館と「どん家」より西側部分と2階の電器館エリアにエスカレーターを新設、3階・4階は駐車場として利用。
4. ↑  開業時は「サンエー具志川電器館withデオデオ」。2013年にエディオン本部の屋号変更にあわせ、現在の店舗名に変更した。